# なっつ
なっつは、日本のライトノベル作家。女性。血液型はO型。身長168cm。

## 人物
魔法のiらんどで作品を発表し、『純情バージン』が「iらんど大賞2009」の100選に選出される。2010年に魔法のiらんど文庫より文庫化され、商業デビュー。
3作目となる『絶対恋愛禁止っ!!』は単行本のためのシリーズものの書き下ろしとなり、魔法のiらんどでは2020年4月のサービスリニューアルまで特設サイトが開設されていた。なお、同作は3巻まで発売され、その後の完結に至る分までのウェブ掲載がなされているものの、書籍版は現在発行されていないままである。
高校野球好きで、憧れの人物に長嶋茂雄を挙げる。好きなブランドはグッチ。好きな飲み物は梅酒。

## 作品
- 純情バージン（アスキーメディアワークス）全2巻

1. ［上］（2010年5月25日、ISBN 978-4-04-868588-7）
2. ［下］（2010年6月25日、ISBN 978-4-04-868665-5）

- アイノカタチ。（アスキー・メディアワークス）全1巻[5]

1. （2013年6月25日、ISBN 978-4-04-891673-8）

- 絶対恋愛禁止っ!!（KADOKAWA/アスキー・メディアワークス）絵：waco

1. （2015年6月25日、ISBN 978-4-04-865255-1）
2. （2015年9月25日、ISBN 978-4-04-865469-2）
3. （2016年4月25日、ISBN 978-4-04-865960-4）

- 焦らすようなキスをして（KADOKAWA）絵：たまごぱん - 「月刊 魔法の図書館プラス」連載

1. （2016年4月1日、電子書籍版のみ）